# Q (ストリートファイター)
Q（キュー）は、カプコンの対戦型格闘ゲーム『ストリートファイターIII 3rd STRIKE』に登場する架空の人物。

## キャラクターの設定
国籍、年齢、性別、身長等全てが謎に包まれている人物で、人間であるかさえ不明な存在である。鉄仮面で素顔を隠し、ソフト帽とトレンチコートを身にまとっている。
世界各地で同時多発的に起こっている複数の猟奇事件の現場でQらしき人物の目撃が確認されているため、CIAからマークされている。しかし、CIAの調査能力をもってしても彼の情報をほとんど得ることができないため、「彼の存在を正式に肯定することは現時点で難しい」という結論を出すにとどまっている。
『ストリートファイターV』（以下『ストV』）では登場していないが、公式ホームページ「シャドルー格闘家研究所」の「キャラ図鑑」にてクリムゾン・ヴァイパーが調査をしていると設定されている。
鉄仮面の左耳の部分には鍵穴があり、右耳の部分には蝶番がある。
非常に無口でほとんど言葉を発さず、鉄仮面の下のその感情をうかがい知ることはできない。倒した敵を踏みつけるような行動はあるが、それさえ嗜虐心によるものなのか抵抗の意思がないことを確認するものなのか不明である。台詞はすべて「……!?」「…………!!」のように点と感嘆符や疑問符のみで構成される。
秘密結社を率いるギルでさえ「お前の事が分からない」と彼を評しているが、ショーンからはギルが率いる秘密結社の構成員ではないかと疑われている。

## キャラクターの特徴
『ストリートファイターIII 3rd STRIKE』で追加された5人のキャラクターのひとり。ゲーム中においてはユリアンやヒューゴーに並ぶ長身である。
移動速度はかなり遅く、技も大振りで一発の威力が高いパワータイプのキャラクター。特に通常技の強攻撃には放った後で体勢を大きく崩すものが多数存在する。攻撃力・防御力とも高めで、防御力については後述するパーソナルアクション（PA）によりさらに強化できる。

### パーソナルアクション
Qのパーソナルアクション（PA）は、大地を強く踏みしめ両手を大きく上げて相手を威嚇するもので、この際に防御力が若干上昇する。この効果はラウンド中に持続し、3回まで効果を蓄積することができる。

## 技の解説
通常技を含め、技の名称に全て（仮）が付く理由は、観察者であるCIAの名付けた仮称という位置づけによる。ただし、『ストリートファイターIII 3rd STRIKE ONLINE EDITION』では（仮）の名称がない（スーパーアーツのみ）。

### 通常技
ジャンプ状態の垂斜の区別はない。
| 操作     | 立ち（近距離）               | 立ち（遠距離）               | しゃがみ                 | ジャンプ                     |
| -------- | ---------------------------- | ---------------------------- | ------------------------ | ---------------------------- |
| 弱パンチ | 掌部による近接攻撃（仮）     | 掌部による前方攻撃（仮）     | 屈伸からの腿部攻撃（仮） | 掌部による跳躍攻撃（仮）     |
| 中パンチ | 腕部による頚部攻撃（仮）     | 腕部による頚部攻撃（仮）     | 屈伸からの胸部攻撃（仮） | 腕部による跳躍攻撃（仮）     |
| 強パンチ | 両腕による前進痛撃（仮）     | 両腕による前進痛撃（仮）     | 屈伸からの足部痛撃（仮） | 両腕による跳躍攻撃（仮）     |
| 弱キック | 足部先端による下肢攻撃（仮） | 足部先端による下肢攻撃（仮） | 屈伸からの足部攻撃（仮） | 膝部による跳躍攻撃（仮）     |
| 中キック | 脚部による足部攻撃（仮）     | 掌部による跳躍攻撃（仮）     | 屈伸からの脚部攻撃（仮） | 脚部による跳躍攻撃（仮）     |
| 強キック | 脚部による前方痛撃（仮）     | 脚部による前方痛撃（仮）     | 転倒からの脚部痛撃（仮） | 前方回転による跳躍攻撃（仮） |

### 通常投げ
捕獲及び膝部を用いた痛打（仮）
レバーニュートラル投げ。片手で相手を持ち上げ、自身の膝に相手の顔面を叩きつける。
捕獲及び投擲による墜落衝撃（仮）
レバー入れ投げ。片手で軽々と持ち上げ、振りかぶって地面に投げ捨てる。

### 特殊技
腕部による上方攻撃（仮）
対空効果のあるアッパーカット。
両腕による前進痛撃（仮）
前方にステップしながら、両手で挟み込むようにして拳を叩きつける。
転倒からの頭部痛撃（仮）
高い位置に回し蹴りを繰り出した後、その場に転倒する。技後の隙は非常に大きいが、攻撃が当たった相手はダウンする。

### 必殺技
突進頭部打撃（仮）
素早い突進後、正面に向かってパンチを繰り出す。当てた後の隙が小さく、各種スーパーアーツを出す（SAキャンセル）ことも可能。
EX必殺技では当てた相手は吹き飛び、画面端で跳ね返りQ側に戻ってくる。
突進下肢打撃（仮）
素早い突進後、相手の足を払うようにパンチを繰り出す。立ちガード不能の下段技。
EX必殺技では下段→上段の連続攻撃に変化し、このうち下段でSAキャンセル可能。『3rd』では2ヒットの下段技。
突進頭頂部打撃（仮）
素早い突進後、拳を大きく振り上げてから殴りつける。しゃがみガード不能の中段技。
高速度連続打撃（仮）
その場で交互に両腕を振り回し、3連続の平手打ちを繰り出す。弱、中、強の順に攻撃する位置が高くなる。
EX必殺技では攻撃が7発になり、最後に相手を吹き飛ばす。
捕獲及び痛恨打撃（仮）
リーチの非常に長い投げ技。片手で相手を捕まえ、もう片方の腕で強烈なアッパーカットを見舞う。
相手は上空に浮き上がり、高さは発動したボタンの強弱と相手の体重により変化する。

### スーパーアーツ
SA1 突進及び致死連続打撃（仮）
- ストック数(3rd-2) ゲージの長さ(3rd-96)

「突進頭部打撃（仮）」および「突進下肢打撃（仮）」を合計5発連続で発動する。4発目は立ちガード不可。5発目が当たると相手は画面端まで吹き飛び、大きく跳ね返ってキャラクター同士の位置が入れ替わる。
SA2 腹部及び後頭部への痛打（仮）
- ストック数(3rd-1) ゲージの長さ(3rd-120)

腹部を思い切り殴った後、組み合わせた両手を相手の後頭部目掛けて振り下ろす。ヒットすると相手は地面に叩きつけられ上空の画面外まで跳ね返り、落下してくるところにさらなる追撃が可能になる。
SA3 爆発を伴う打撃や捕獲（仮）
- ストック数(3rd-1) ゲージの長さ(3rd-112)

発動すると全身が赤く輝き、SAゲージがタイマーに変化し減少を始め、一定時間追加コマンドで特殊な打撃と投げ技（捕獲）を出せる状態になる。打撃をヒットさせるか捕獲を成功させると、相手を巻き込む大爆発を起こし大ダメージを与える（Qにダメージは無い）。双方画面の端と端に大きく吹き飛びダウンするが、K.O時のみQはダウンしない。ゲージが空になるか、打撃か捕獲が成功するまでは、何回でも打撃や捕獲を試みることができる。
なお、普段は一切の言葉を発しないQであるが、捕獲の発動時のみ「Danger!」と音声が発せられる。

## 乱入条件
Qは通常の対コンピュータ戦には登場しないが、一定の条件を満たすと7戦目または8戦目の後に乱入してくる。その際、ステージは7戦目（または8戦目）のまま変化しないが、BGMは対Q戦専用のものとなる。
1. ノーコンティニュー
2. ラウンドを一つも落としていない
3. SPポイントを2つ以上取得している
4. SAフィニッシュをn回以上（削りフィニッシュは不可）

※nは以下の通り
- 1ラウンド（1本先取）制の場合は1回
- 3ラウンド（2本先取）制の場合は2回
- 5ラウンド（3本先取）制の場合は3回
- 7ラウンド（4本先取）制の場合は4回

## その他
QのエンディングにはCIAのメンバーであるデビッドとジュリアンが登場するが、2人のフルネームがデビッド・スペンダーとジュリアン・リー、彼らの上司の名前がウェイン・ナカムラであることが、『ストV』公式ホームページの「キャラ図鑑」にて判明した。